# Tarnogród
Tarnogród este un oraș în Polonia.